# Le Petit Robert

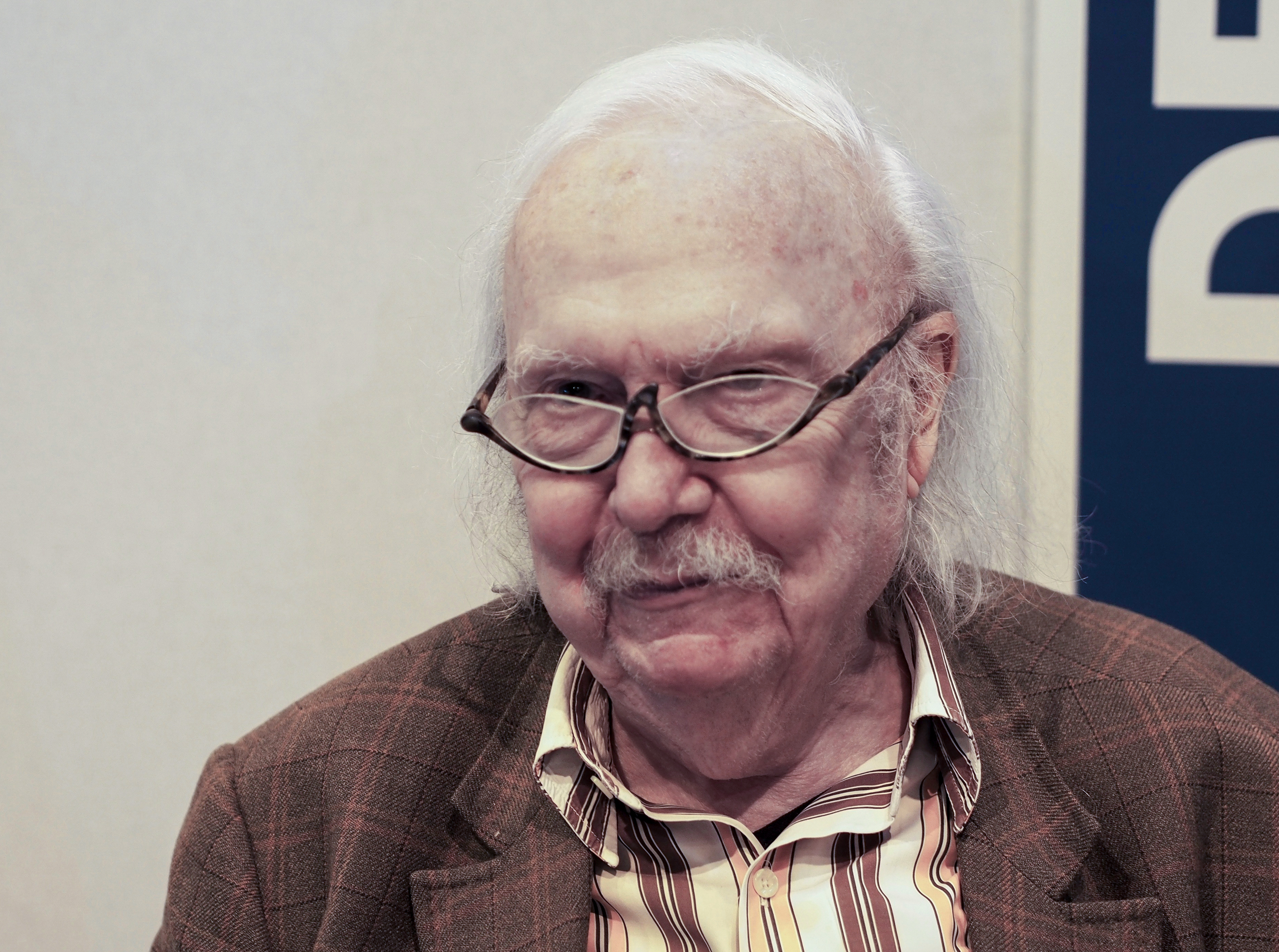
Alain Rey, rédacteur en chef des Dictionnaires Le Robert.

Le Petit Robert est un dictionnaire de langue française, publié par les Dictionnaires Le Robert. Sa première édition paraît en 1967. C'est une version abrégée en un seul volume du Dictionnaire alphabétique et analogique de la langue française (futur Grand Robert) qui en comptait six.

## Éléments historiques
La deuxième édition du Petit Robert a été publiée en 1977, la troisième en 1993. Il a également fait l'objet d'une grosse refonte à l'occasion de son 40e anniversaire (édition millésimée 2007) et se nomme aujourd'hui le Nouveau Petit Robert de la langue française, sous la direction de Josette Rey-Debove et d'Alain Rey. 
Depuis le début des années 2000, il est mis à jour chaque année au mois de mai, avec 150 à 200 mots, expressions et sens nouveaux, et des milliers d'actualisations au sein des articles existants.
En 2017, Le Petit Robert, pour son cinquantième anniversaire, parfois surnommé le « petit gris de la pensée » en raison de son aspect austère et l'absence totale d'illustrations dans ses pages, s'illumine de 22 tableaux abstraits en couleurs originales, de l'artiste Fabienne Verdier, connue notamment pour ses recherches sur la calligraphie chinoise ou les primitifs flamands. Trois couvertures, reprenant chacune un des tableaux de l'artiste, Voix-Vortex, Musique-Mutation, Sinuosité-Sagesse, sont en outre proposées dans cette édition au tirage limité à 50 000 exemplaires.
Ce dictionnaire, en plus de donner la définition des mots et de les illustrer par des exemples, contient leurs antonymes, leurs synonymes et leur étymologie. Pour cette raison, il est souvent apprécié par les gens rédigeant régulièrement des textes. Il compte aujourd'hui plus de 60 000 mots, 300 000 sens et 38 000 citations.
Par ailleurs, ce dictionnaire était aussi édité sous une version grand format jusqu'en 2019 pour un meilleur confort de lecture. Après cette date (2019), seule demeure à la vente l'édition "moyen format" habituelle.
Une version électronique du Petit Robert sous forme de logiciel à télécharger a également existé entre 1996 et 2022. Une version en ligne sur abonnement, comportant des fonctionnalités de recherche avancée et de nombreux enrichissements par rapport à la version imprimée (prononciations audio, dictionnaire de synonymes, dictionnaire de cooccurrences...), existe depuis avril 2009.
Ce Petit Robert est doublé d’un dictionnaire encyclopédique, Le Petit Robert des noms propres, appelé parfois le Petit Robert 2.

## Citations
- « Décrire les mots, c'est éclairer le passé, viser l'avenir, et donner du sens à notre présent. » - Alain Rey (citation inscrite sur la couverture du Petit Robert 2013 et 2014[5]).
- « La langue française est notre bien commun, notre maison, il suffit de la mieux connaître pour l'aimer. » - Alain Rey (citation inscrite sur la couverture du Petit Robert 2012[6]).

## Exemple d’éditions
- Le Petit Robert de la langue française, édition 2025, 2024, 2 880 p., 24 cm
- Le Petit Robert de la langue française, édition 2024, 2023, 2 836 p., 24 cm  (ISBN 978-2-32101-877-3).
- Le Petit Robert de la langue française, édition 2023, 2022, 2836 p., 24 cm  (ISBN 978-2-32101-763-9).
- Le Petit Robert de la langue française, édition 2022, 2021, 2880 p., 24 cm  (ISBN 978-2-32101-653-3).
- Le Petit Robert de la langue française, édition 2021, 2020, 2880 p., 24 cm  (ISBN 978-2-32101-553-6).
- Le Petit Robert de la langue française, édition 2019, 2018, XL p. et 2836 p., 29 cm  (ISBN 978-2-32101-284-9).
- Le Petit Robert 2018, Dictionnaires Le Robert, 2017, XLII p. et 2837 p., 25 cm  (ISBN 978-2-32101-060-9).
- Le Petit Robert de la langue française 2017, Dictionnaires Le Robert, 2016, XLII p. et 2837 p., 25 cm  (ISBN 978-2-32100-980-1).
- Le Petit Robert de la langue française : édition 2016, Dictionnaires Le Robert, 2015, XLII p. et 2837 p., 25 cm  (ISBN 978-2-32100-648-0)[7],[8].
- Le Petit Robert de la langue française : édition 2016, Dictionnaires Le Robert, 2015, XLII p. et 2837 p., 25 cm  (ISBN 978-2-32100-650-3).
- Le Petit Robert de la langue française : édition 2015, Dictionnaires Le Robert, 2014, XLII p. et 2837 p., 25 cm  (ISBN 978-2-32100-466-0).
- Le Petit Robert 2014, Dictionnaires Le Robert, 2013, XLII p. et 2837 p., 25 cm  (ISBN 978-2-32100-216-1).
- Le Petit Robert 2013, Dictionnaires Le Robert, 2012, XLII p. et 2837 p., 25 cm  (ISBN 978-2-32100-042-6).
- Le Petit Robert 2012, édition des 60 ans, Dictionnaires Le Robert, dépôt légal en mai 2011  (ISBN 978-2-84902-841-4).
- Le Nouveau Petit Robert de la langue française 2009, Dictionnaires Le Robert  (ISBN 978-2-84902-891-9).
- Le Petit Robert 2004, dépôt légal août 2003[9].
- Le Petit Robert des noms propres Dictionnaires Le Robert  (ISBN 2-85036-500-9) et Le Petit Robert de la langue française  (ISBN 2-85036-506-8) sont repris dans le coffret illustré par Véronique Sabban 1998 au tirage limité à 1000 exemplaire pour la Fnac.
- Nouveau Petit Robert. Dictionnaire alphabétique et analogique de la langue française, nouvelle édition remaniée et amplifiée sous la direction de Josette Rey-Dubove et Alain Rey, Paris, Le Robert, 1993.
- Petit Robert. Dictionnaire alphabétique et analogique de la langue française, Secrétaire général de la rédaction : Alain Rey, Paris, 1967.